# Liste von Persönlichkeiten der Technischen Universität Darmstadt
Die Liste soll – ohne Anspruch auf Vollständigkeit – einen Überblick über Personen verschaffen, die mit der Technischen Universität Darmstadt und deren Vorläufer, wissenschaftliche Arbeit und Lehre sowie als Absolventen verbunden sind.

## Liste der Direktoren, Rektoren und Präsidenten

### Direktoren
- 1848–1862: Edmund Külp (1801–1862), Direktor der Höheren Gewerbschule
- 1862–1864: Balthasar Harres (1804–1868), komm. Direktor der Höheren Gewerbeschule
- 1864–1867: Friedrich August Schäffer

### Rektoren
- 1869–1870: Rudolph Werner (1811–1891), Maschinenbauingenieur[1]
- 1870–1871: Leopold Dippel (1827–1914), Botaniker
- 1871–1872: Theodor Schäffer (1839–1914), Bauingenieur
- 1872–1875: Eduard Sonne (1828–1917),  Bauingenieur
- 1875–1877: Eduard Schmitt (1842–1913), Bauingenieur
- 1877–1879: Theodor Schäffer (1839–1914), Bauingenieur
- 1879–1881: Heinrich Wagner (1834–1897), Architekt
- 1881–1882: Eduard Sonne (1828–1917),  Bauingenieur
- 1882–1884: Wilhelm Staedel (1843–1919), Chemiker
- 1884–1886: Eduard Schmitt (1842–1913), Bauingenieur
- 1886–1887: Erwin Marx (1841–1901), Architekt
- 1887–1889: Erasmus Kittler (1852–1929), Elektrotechnik-Pionier und Physiker
- 1889–1891: Theodor Landsberg (1847–1915), Bauingenieur
- 1891–1893: Lebrecht Henneberg (1850–1933), Mathematiker
- 1893–1896: Richard Lepsius (1851–1915), Geologe
- 1896–1898: Otto Berndt (1857–1940), Maschinenbauingenieur
- 1898–1900: Alexander Koch (1852–1923), Bauingenieur
- 1900–1902: Karl Schering (1854–1925), Physiker
- 1902–1903: Adolf Pfarr (1851–1912), Maschinenbauingenieur
- 1903–1905: Friedrich Dingeldey (1859–1939), Mathematiker
- 1905–1907: Max Friedrich Gutermuth (1858–1943), Maschinenbauingenieur
- 1907–1909: Heinrich Walbe (1865–1954), Architekt und Denkmalpfleger
- 1909–1911: Heinrich Schenck (1860–1927), Botaniker
- 1911–1913: Georg Wickop (1861–1914), Architekt
- 1913–1914: Reinhold Müller (1857–1939), Mathematiker
- 1914–1915: Arnold Berger (1862–1948), Philologe und Germanist
- 1915–1916: Otto Berndt (1857–1940), Maschinenbauingenieur
- 1916–1917: Reinhold Müller (1857–1939), Mathematiker
- 1917–1918: Hermann Finger (1864–1940), Chemiker
- 1918–1919: Friedrich Pützer (1871–1922), Architekt
- 1919–1920: Friedrich Dingeldey (1859–1939), Mathematiker
- 1920–1921: Heinrich Walbe (1865–1954), Architekt und Denkmalpfleger
- 1921–1923: Waldemar Petersen (1880–1946), Elektrotechniker, Industriemanager
- 1923–1924: Enno Wilhelm Tielko Heidebroek (1876–1955), Maschinenbauingenieur
- 1924–1925: Wilhelm Schlink (1875–1968), Physiker
- 1925–1926: Christoph Eberle (1869–1929), Maschinenbauingenieur
- 1926–1927: Franz Knipping (1875–1966), Bauingenieur
- 1927–1928: Emil Kammer (1874–1960), Bauingenieur
- 1928–1929: Hans Rau (1881–1961), Physiker
- 1929–1930: Christoph Eberle (1869–1929), Maschinenbauingenieur
- 1930–1931: Lothar Wöhler (1870–1952), Chemiker
- 1931–1932: Erich Reuleaux (1883–1967), Bauingenieur und Verkehrswissenschaftler
- 1932–1933: August Thum (1881–1957)
- 1933–1934: Hans Busch (1884–1973), Physiker
- 1934–1937: Friedrich Hübener (1882–1966), Maschinenbauingenieur
- 1937–1944: Karl Lieser (1901–1990), Architekt
- 1944–1945: Kurt Klöppel (1901–1985), Bauingenieur
- 1945–1946: Erich Reuleaux (1883–1967), Bauingenieur
- 1946–1947: Richard Vieweg (1896–1972), Physiker
- 1947–1949: Gustav Mesmer (1905–1981)
- 1949–1951: Alfred Mehmel (1896–1972), Bauingenieur
- 1951–1953: Hans Wolfgang Kohlschütter (1902–1986), Chemiker
- 1953–1955: Kurt Klöppel (1901–1985), Bauingenieur
- 1955–1956: Karl Küpfmüller (1897–1977), Elektrotechniker
- 1956–1957: Walter Brecht (1900–1986)
- 1957–1958: Curt Schmieden (1905–1991), Mathematiker
- 1959–1960: Heinrich Bartmann (1898–1982), Architekt
- 1960–1962: Helmut Witte (1909–2008), Chemiker
- 1962–1963: Adam Horn
- 1962–1963: Gerhard Frühauf, Ingenieur
- 1963–1964: Adolf Küntzel (1898–1988), Chemiker
- 1965–1966: Rudolf Klein (1908–1986), Ingenieur
- 1966–1967: Karl Marguerre (1906–1979)
- 1967–1968: Dietrich Schultz (1928–1984), Jurist

### Direktorium
- 1968–1969: Curt Brader, Dietrich Schultz, Walter Rohmert
- 1969–1970: Max Guther, Friedrich Beck, Manfred Teschner
- 1970–1971: Rolf Lingenberg, Martin Drath, Johannes Wissmann

### Präsidenten
- 1971–1995: Helmut Böhme (1936–2012), Historiker
- 1995–2007: Johann-Dietrich Wörner (* 1954), Bauingenieur, Generaldirektor der ESA
- 2007–2019: Hans Jürgen Prömel (* 1953), Mathematiker
- seit 2019: Tanja Brühl (* 1969), Politikwissenschaftlerin[2]

## Professoren und wissenschaftliche Mitarbeiter

### A
- Heidrun Abromeit (* 1943), Politikwissenschaftlerin
- Ernst Achilles (1929–1999), Vorbeugender Brandschutz, Sicherheitstechnik, Oberbranddirektor und Leiter der Berufsfeuerwehr Frankfurt am Main
- Barbara Albert (* 1966), Chemikerin
- Karl Otmar von Aretin (1923–2014), Historiker
- Axel Azzola (1937–2007), Jurist und Staatssekretär

### B
- Max Bächer (1925–2011), Architekt und Architekturtheoretiker
- Günter Behnisch (1922–2010), Architekt (Olympiastadion München)
- Christian Beidl (* 1961), Maschinenbauingenieur
- Nicole Berganski, Architektin und Lehrbeauftragte (2011–2012)
- Ernst Berl (1877–1946), Chemiker
- Wolfgang Bibel (* 1938), Informatiker, Herbrand-Award (2006)
- Hermann Bleibtreu (1889–1977), Maschinenbauprofessor
- Floriano Bodini (1933–2005), italienischer Bildhauer
- Hanns-Peter Boehm (1928–2022), Chemiker und ein Pionier der Graphen-Forschung
- Gernot Böhme (1937–2022), Philosoph
- Manfred Boltze (* 1957), Bauingenieur
- Andreas Brandt (1937–2014), Architekt
- Ernst Adolf Brauer (1851–1934), Maschinenbauprofessor
- Rudolf Brill (1899–1989), Chemiker
- Klaus Bringmann (1936–2021), Historiker
- Lutz Brockhaus (1945–2016), Bildhauer
- Ralph Bruder (* 1963), Arbeitswissenschaftler
- Regina Bruder (* 1954), Mathematikerin
- Johannes Buchmann (* 1953), Informatiker, Leibniz-Preis (1993)

### C
- Volker Caspari (* 1953), Ökonom
- Ernst-Otto Czempiel (1927–2017), Politikwissenschaftler

### D
- Helmut Dahmer (* 1937), Soziologe
- Michail Doliwo-Dobrowolski (1862–1919), Elektrotechniker
- Wolfgang Domschke (* 1944), Professor für Operations Research
- Andreas Dreizler (* 1966), Maschinenbauer und Gottfried Wilhelm Leibniz-Preisträger[3] (2014)
- Werner Durth (* 1949), Architekturhistoriker und -theoretiker

### E
- Dietmar Eberle (* 1952), Architekt
- Carl Eberhardt (1877–1932), Luftfahrtforscher
- Claudia Eckert (* 1959), Informatikerin
- Gerald Eckert (* 1960), Komponist
- Manfred Efinger (* 1959), Kanzler
- Johann Eisele (* 1948), Architekt
- José Luis Encarnação (* 1941), Informatiker und Erfinder des Graphical Kernel Systems
- Peter Euler (* 1953) Pädagoge und Chemiker
- Hans Gerhard Evers (1900–1993), Kunsthistoriker

### F
- Dietrich Falke (* 1927), Virologe
- Dieter W. Fellner (* 1958), Mathematiker und Informatiker
- Paul Friedlaender (1857–1923), Chemiker
- Klaus Friedrich (* 1945), Geograph und Sozialgeograph
- Wolfgang Fritz (* 1951), Ökonom

### G
- Hans-Jochen Gamm (1925–2011) Pädagoge und Erziehungswissenschaftler
- Petra Gehring (* 1961), Philosophin
- Hermann Geibel (1889–1972), Bildhauer
- Rudolf Geil (1899–1962), Architekt
- Walter Georgii (1888–1968), Meteorologe, Segelflugforscher und NS-Wissenschaftsfunktionär
- Bernd Giese (* 1940), Chemiker und Träger des Gottfried-Wilhelm-Leibniz-Preises (1987)
- Rudolf Goldschmidt (1876–1950), Elektroingenieur und Erfinder
- Gisbert Große-Brauckmann (1926–2001), Biologe
- Karl Gruber (1885–1966), Architekt, Stadtplaner und Architekturhistoriker
- Peter Grünberg (1939–2018), Physiker und Nobelpreisträger
- Waldemar Grzimek (1918–1984), Bildhauer
- Max Gutermuth (1858–1943), Professor für Maschinenbau

### H
- Xaver Hafer (1915–2003), Professor für Luftfahrt, Pionier für Kurz- und Senkrechtstart
- Klaus Hafner (1927–2021), Chemiker
- Friedrich Ludwig Albert Hartmann (1868–1928), Professor für Zeichnen und Malen
- Michael Hartmann (* 1952), Soziologe
- Paul Hartmann (1869–1944), Kunsthistoriker
- Karl Hax (1901–1978), Ökonom
- Gerhard Hennige (* 1940), Sportwissenschaftler und Olympiamedaillengewinner
- Carl Hering (1860–1926), Elektrotechniker
- Gerhard Herzberg (1904–1999), Chemiker, Physiker und Nobelpreisträger 1971
- Thomas Herzog (* 1941), Architekt
- Richard Heß (1937–2017), Bildhauer
- Georg Heyl (1866–1942), Chemiker
- Wolfgang Hilberg (1932–2015), Elektrotechniker und Erfinder der Funkuhr
- Volker Hinrichsen (* 1954), Elektrotechniker
- Karl Hofmann (1856–1933), Architekt, Stadtbaurat in Worms, Professor an der TU Darmstadt
- Péter Horváth (1937–2022), deutscher Betriebswirt und Hochschullehrer

### I
- Thomas Ihringer (1953–2015), Mathematiker
- Rolf Isermann (* 1938), Elektrotechniker

### J
- Johannes A. Jehle (* 1961), Phytomediziner
- Wilhelm Jost (1903–1988), Chemiker

### K
- Egbert Kankeleit (1929–2022), Physiker
- Erasmus Kittler (1852–1929), Elektrotechnik-Pionier und Physiker, weltweit erster Lehrstuhl für Elektrotechnik
- Jürgen Kluge (* 1953), Physiker
- Heiner Knell (1937–2017), Archäologe
- Eugen Kogon (1903–1987), Politikwissenschaftler und Soziologe
- Gernot Koneffke (1927–2008) Pädagoge und Hochschullehrer
- Gert König (1934–2021), Bauingenieur
- Cornelia Koppetsch (* 1967), Soziologin
- Andreas Krawczyk, Architekt und wissenschaftlicher Mitarbeiter (2007–2013)
- Hans-Ulrich Küpper (* 1945), Ökonom, gilt als Begründer der koordinationsorientierten Controlling-Konzeption

### L
- Franziska Lang (* 1959), Archäologin
- Felix Lincke (1840–1917), Professor für Maschinenbau
- Friedrich List (1887–1965), Jurist
- Martina Löw (* 1965), Soziologin

### M
- Ernst May (1886–1970), Initiator des Neuen Frankfurt und anderer wegweisender Siedlungen, ab 1957 Honorarprofessor in Darmstadt
- Paul Meissner (1868–1939), Architekt und Hochschullehrer
- Irene Meissner (* 1961), Architektin und Architekturhistorikerin
- Randolf Menzel (* 1940), Zoologe und Neurobiologe
- Evelies Mayer (* 1938), Soziologin
- Erich Mindner (1895–1939), Architekt und Hochschullehrer
- Meinrad Morger (* 1957), schweizerischer Architekt
- Max Muss (1885–1954), Volkswirt

### N
- Wilibald Nagel (1863–1929), deutscher Musikwissenschaftler
- Adam Nell (1824–1901), Mathematiker und Kartograph
- Ernst Neufert (1900–1986), Architekt
- August Noack (1822–1905), Maler

### O
- Friedrich Oehlkers (1890–1971), Botaniker
- Winfried Oppelt (1912–1999), Regelungstechniker

### P
- David Parnas (* 1941), Informatiker
- Karl-Heinz Petzinka (* 1956), Architekt
- Günter Pfeifer (* 1943), Architekt
- Hans-Christian Pfohl (* 1942), Professor für Unternehmensführung und Logistik
- Robert Piloty (1924–2013), Elektrotechniker und Informatiker
- Jan Hubert Pinand (1888–1958), Architekt
- Adalbert Podlech (1929–2017), Jurist

### R
- Achim Richter (* 1940), Kernphysiker
- Jürgen Rödel (* 1958), Materialwissenschaftler und Gottfried Wilhelm Leibniz-Preisträger (2009)
- Rolf Romero (1915–2002), Architekt und Architekturhistoriker
- Harald Rose (* 1935), Physiker
- Bert Rürup (* 1943), Wirtschaftsweiser

### S
- Otto Scherzer (1909–1982), Physiker
- Franz Nikolaus Scheubel (1899–1976), Professor für Luftfahrttechnik
- Frank Schimmelfennig (* 1963), Politikwissenschaftler
- Bernhard Schlink (* 1944), Jurist, Romanautor und Richter
- Rudi Schmiede (* 1946), Soziologe, Vizepräsident 1997–99
- Josef Adolf Schmoll genannt Eisenwerth (1915–2010), Kunsthistoriker
- Uwe H. Schneider (* 1941), Jurist
- Ernst Schröder (1841–1902), Mathematiker
- Volker Schultz (* 1962), Wirtschaftsingenieur
- Joachim Schürmann (1926–2022), Architekt (Schürmannbau)
- Adolf J. Schwab (* 1937), Elektrotechniker und Vorsitzender der deutschen IEEE
- Angelika Schwabe-Kratochwil (* 1950), Botanikerin
- Carl Gustav Schwalbe (1871–1938), Chemiker
- Thomas Bernhard Seiler (* 1925), schweizerischer Psychologe
- Gerhard Sessler (* 1931), Elektrotechniker und Erfinder des Elektretmikrofons
- Thomas Sieverts (* 1934), Architekt und Stadtplaner (Zwischenstadt)
- Ernst Söllinger (1896–1985), Sportlehrer, Leichtathlet
- Wolfgang H. Staehle (1938–1992), Betriebswirt
- Michael Stahl (* 1948), Althistoriker
- Frank Steglich (* 1941), Maschinenbauer und Gottfried Wilhelm Leibniz-Preisträger (1986)
- Ralf Steinmetz (* 1956), Elektrotechniker und Informatiker

### T
- Karl Thürnau (1877–1944), Bauingenieur und Hochschullehrer

### V
- Ernst Vetterlein (1873–1950), Architekt

### W
- Philipp Waibler (1824–1902), Professor für Maschinenbau
- Alwin Walther (1898–1967), Mathematiker
- Karsten Weihe (* 1967), Professor für Informatik
- Thomas Weiland (* 1951), Physiker und Elektrotechniker
- Karsten Wendland (* 1972), Informatiker
- Rudolf Wille (1937–2017), Mathematiker
- Axel Wirth (1951–2025), Jurist
- Karl Wirtz (1861–1928), Elektrotechniker

### Z
- Hermann Zapf (1918–2015), Typograf
- Hubert Ziegler (1924–2009), Pflanzenphysiologe
- Eduard Zintl (1898–1941), Chemiker (Zintl-Phasen)

## Absolventen

### A–K
- Ernst Achilles (1929–1999), Oberbranddirektor und Leiter der Berufsfeuerwehr Frankfurt am Main
- Dietrich Bangert (* 1942), Architekt (Schirn, Schifffahrtsmuseum)
- Theodor Becher (1876–1948), Ingenieur
- Friedrich Berentzen (1928–2009), Chemiker und Spirituosenfabrikant (Berentzen Apfelkorn)
- Wolfgang Bernhard (* 1960), Manager
- Jovanka Bontschits (1887–1966), erste Diplom-Ingenieurin in Deutschland
- Felix von Borck, Mitgründer von Akasol[4][5]
- Albrecht Broemme (* 1953), Elektrotechniker und Präsident des Technischen Hilfswerks
- Georg Cantor, Begründer der Mengenlehre und veränderte den Begriff der Unendlichkeit[6]
- Wolfgang Coy (* 1947), Informatiker, Mathematiker und Elektrotechniker
- Ulrich Craemer (1919–2009), Architekt
- Kurt Heinrich Debus (1908–1983), Maschinenbauer, Elektrotechniker und Raketenpionier
- Nicole Deitelhoff (* 1974), Politikwissenschaftlerin und Hochschullehrerin
- Hans Demant (* 1950), Maschinenbauer und Vorstandsvorsitzender der Adam Opel GmbH
- Andreas Dreizler (* 1966), Maschinenbauer und Gottfried Wilhelm Leibniz-Preisträger[3] (2014)
- Björn Eberleh, Mitgründer von Akasol[5][7]
- Michael Evenari (1904–1989), Botaniker
- Wolf von Fabeck (1935–2025), Maschinenbauer und Solaraktivist
- Gisela Färber (* 1955), Finanzwissenschaftlerin und Mitglied der Rürup-Kommission
- Christoph Franz (* 1960), Wirtschaftsingenieur und Vorstandsvorsitzender Deutsche Lufthansa
- Petra Fuhrmann (1955–2019), Chemikerin, Politikwissenschaftlerin und MdL Hessen
- Edmund Gassner (1908–2004), Städteplaner
- Andreas Georgi (* 1957), Vorstand Dresdner Bank
- Jürgen Gerlach (* 1938), Vorsitzender der Tierschutzpartei
- Eveline Gottzein (1931–2023), Regelungstechnikerin, Werner-von-Siemens-Ringträgerin
- Moniko Greif (* 1952), Professorin und Dekanin des Fachbereichs Ingenieurwissenschaften an der Hochschule RheinMain[8]
- Walter Greiner (1935–2016), Physiker
- Peter Grünberg (1939–2018), Physiker, Entdecker des GMR-Effekts, Träger des Physik-Nobelpreises 2007
- Peter Gruss (* 1949), Biologe, Präsident der Max-Planck-Gesellschaft
- Herbert Hax (1933–2005), Wirtschaftsweiser
- Walter Heimann (1908–1981), Pionier der deutschen Fernsehtechnik
- Ot Hoffmann (1930–2017), Architekt
- Helmut Hölzer (1912–1996), Computer- und Raketenpionier, Mitarbeit an der Steuerung der A4 (V2) und im Apollo-Programm
- Kuno Kamphausen (1900–1934), Architekt, Zentrumspolitiker und NS-Opfer
- Kurt Katzenstein (1895–1984), Ingenieur, Unternehmer, Fluglehrer, Militär- und Verkehrspilot
- Franz-Josef Kemper (* 1945), Soziologe und Leichtathlet
- Erich Kirste (1927–2002), Physiker
- Heinrich Kleyer (1853–1932), Maschinenbauer und Unternehmer (Adlerwerke)
- Heinrich Leonhard Kolb (* 1956), Wirtschaftsingenieur und Politiker (FDP)
- Carsten Kratz (* ≈1967), Vorsitzender der Boston Consulting Group für Deutschland und Österreich

### L–Z
- Bernd Lehmann (1951–2018), Geodät und Dekan in Trier
- Ulrich Lehner (* 1946), Manager, bis April 2008 Vorsitzender der Geschäftsführung der Henkel KGaA
- Siegfried Linkwitz (1935–2018), Pionier im Lautsprecherbau
- El Lissitzky (1890–1941), Architekt, Maler und Designer
- Tim Lüth (* 1965), Ingenieur und Informatiker
- Ernst May (1886–1970), Architekt und Stadtplaner (Neues Frankfurt)
- Peter Mertens (* 1937), Wirtschaftsingenieur und Gründungsvater der Wirtschaftsinformatik
- Wolfgang Müller-Wiener (1923–1991), Architekturhistoriker
- Fritz von Opel (1899–1971), Raketenpionier, 1961 Ehrensenator TU Darmstadt
- Peter Pagé (1939–2020), Elektrotechniker und Softwarepionier
- Karl Plagge (1897–1957), Maschinenbauer
- Claudia Plattner, Mathematikerin und designierte Präsidentin des Bundesamt für Sicherheit in der Informationstechnik (BSI)
- Karl Plauth (1896–1927), Maschinenbauer und Pilot
- Hans Dieter Pötsch (* 1951), Vorstand für Finanzen und Controlling der Volkswagen AG
- Karl-Friedrich Rausch (* 1951), Vorstand Personenverkehr der Deutschen Bahn AG
- Edmone Roffael (1939–2021), Chemiker sowie Forst- und Holzwissenschaftler
- Klaus Sander (1929–2015), Entwicklungsbiologe, Professor für Zoologie an der Universität Freiburg
- Leopold Sautter (1897–1979), Architekt, Baufachmann im Schall- und Wärmeschutz
- Alois M. Schader (* 1928), Bauingenieur und Stifter
- Fritz Schilgen (1906–2005), Nachrichtentechniker, Leichtathlet (Schlussläufer beim Fackellauf 1936)
- Jürgen Schneider (* 1934), Bauingenieur und Immobilienpleitier
- Peter Schnell (* 1938), Informatiker, Gründer der Software AG und Stifter
- Joachim Schürmann (1926–2022), Architekt (Schürmannbau)
- Volker Schultz (* 1962), Wirtschaftsingenieur
- Wilhelm Schütte (1900–1968), Architekt
- Franz-Josef Spalthoff (1923–2004), Elektrotechniker, Manager in der Energiewirtschaft und Kommunalpolitiker
- Kira Stein (* 1952), Maschinenbauingenieurin, Vorstandsmitglied des deutschen Frauenrates
- Volkmar Stein (* 1943), Vorsitzender des Vorstandes Mitteldeutsche Flughafen AG
- Paul Ludwig Troost (1878–1934), Architekt
- John Tu, Gründer von Kingston Technology
- Rainer Waser, Physikochemiker und Gottfried Wilhelm Leibniz-Preisträger (2014)
- Chaim Weizmann (1874–1952), Chemiker und erster Präsident Israels
- Heinrich Winter (1898–1964), Bauingenieur, Historiker und Heimatforscher
- Rainer Winz (* 1950), Elektroingenieur und Professor
- Eduard Wolfskehl (1874–1943), Regierungsbaumeister
- Hans Zacher (1912–2003), Segelflugpionier
- Andreas Zeller (* 1965), Informatiker
- Oliver Zipse (* 1964), Maschinenbauingenieur, Vorstandsmitglied für Produktion der BMW AG

## Quelle
- Personal- und Vorlesungsverzeichnis/TH Darmstadt 1858-1971